# Zakrzówek (województwo lubelskie)
Zakrzówek (do 30 grudnia 1999 Zakrzówek-Osada) – wieś w Polsce, położona w województwie lubelskim, w powiecie kraśnickim, w gminie Zakrzówek. Leży nad rzeką Bystrzycą, będącą dopływem Wieprza.
Miejscowość jest sołectwem – siedzibą gminy Zakrzówek. Według Narodowego Spisu Powszechnego (III 2011 r.) wieś liczyła 1276 mieszkańców.
Wieś cystersów koprzywnickich w powiecie urzędowskim województwa lubelskiego w 1786 roku. 
W latach 1975–1998 miejscowość administracyjnie należała do ówczesnego województwa lubelskiego.

## Położenie
Miejscowość położona jest w południowo-zachodniej części województwa lubelskiego. Historycznie znajduje się w Małopolsce (początkowo w ziemi sandomierskiej, a następnie w ziemi lubelskiej). Przez wieś przepływa rzeka Bystrzyca, która stanowi granicę między mezoregionami: po zachodniej stronie Wzniesienia Urzędowskie, a po wschodniej Wyniosłość Giełczewska.

## Oświata
Szkoły podstawowe
Zespół Szkół w Zakrzówku w skład, którego wchodzą:
- Publiczna Szkoła Podstawowa im. Jana Kochanowskiego
- Publiczne Przedszkole

## Zabytki
W XVI w. opaci z klasztoru w Koprzywnicy założyli drewnianą świątynię, która podlegała parafii Kraśnik.
Zakrzowiecka świątynia stała się parafią w 1603 r. pw. Świętego Mikołaja. W XIX w. świątynia się spaliła, a w następnych latach odbudowano ją. W 1986 ustanowiono dekanat Zakrzówek. W 1993 r. od parafii Zakrzówek odłączył się Sulów. Przy ulicy Sienkiewicza znajduje się cmentarz oddany do użytku w 1853 roku, a najstarsze groby pochodzą z XVI w. Obok obecnego banku przed II wojną światową istniała synagoga.
W XIX w. w Zakrzówku była także cerkiew prawosławna. 

## Komunikacja
Drogi wojewódzkie, powiatowe i gminne

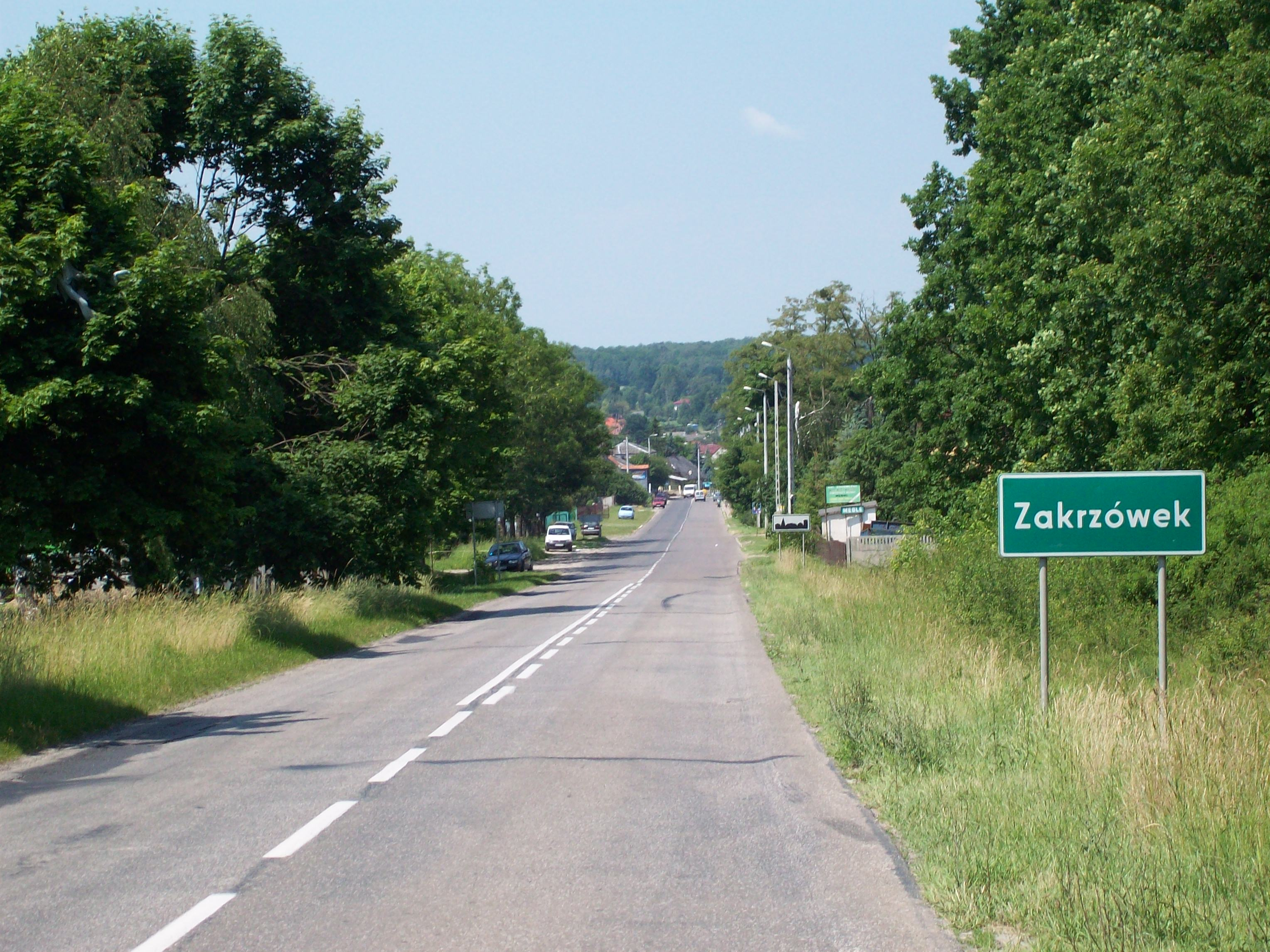
Widok na Zakrzówek z DW842 (od strony Krasnegostawu)

- 842 Kraśnik – Rudnik Szlachecki – Zakrzówek – Wysokie – Żółkiewka – Gorzków – Krasnystaw
- Droga powiatowa nr 2289L Polichna Trzecia – Szastarka – Sulów – Zakrzówek-Wieś – Zakrzówek – Bystrzyca – Kiełczewice – Strzyżewice
- Droga powiatowa nr 2293L Bystrzyca – Majorat – Zakrzówek
- Droga powiatowa nr 2726L Wilkołaz – Zakrzówek
- Droga powiatowa nr 2729L Zakrzówek – Zakrzówek-Wieś
- Droga powiatowa nr 2731L Zakrzówek – Majdan-Grabina – Studzianki – Stawce
- Droga gminna nr 108354L Zakrzówek, ul. Strażacka
- Droga gminna nr 108355L Zakrzówek – Zakrzówek-Wieś – Sulów (gruntowa)
- Droga gminna nr 108357L Zakrzówek – Zakrzówek-Wieś – Sulów – Blinów Drugi
- Droga gminna nr 108367L Zakrzówek, część ulicy Sienkiewicza.

Ulice w Zakrzówku
W miejscowości ulice mają nazwy: Kasztanowa, Konstytucji 3 Maja, Kościuszki, Ogrodowa, Partyzantów, Sienkiewicza, Strażacka, Targowa, Wójtowicza, Stanisława Wyspiańskiego, Zachodnia, Żeromskiego.

### Komunikacja miejska
Z przystanku głównego przy ulicy Żeromskiego odjeżdżają busy do:
- Kraśnika Fabrycznego (przewoźnik Firma Przewozowa „MiE”) przez miejscowości:
  - Zakrzówek-Wieś, Sulów, Góry, Stróża-Kolonia, Stróża, Kraśnik Stary (długość linii 28 km)
  - Rudnik Szlachecki, Pułankowice, Lasy, Kraśnik Stary (mniej kursów), (długość linii 21 km).
- Lublina (Dworzec PKP) (przewoźnicy Firma Przewozowa G. Brodowski oraz „Pasażer”) przez miejscowości Bystrzyca, Kiełczewice Górne, Kiełczewice Maryjskie, Kiełczewice Dolne, Strzyżewice, Bystrzyca Nowa, Bystrzyca Stara, Piotrowice, Osmolice, Pszczela Wola, Żabia Wola, Polanówka, Prawiedniki (długość linii 38 km).
- Studzianek-Kolonii (przewoźnik Firma Przewozowa „MiE”) – linie z Kraśnika przez Majdan-Grabina i Studzianki (długość linii z Zakrzówka to 13 km).
- Linie autobusowe szkolne do innych miejscowości w gminie (przewoźnik PKS Wschód).

## Gospodarka
Miejscowość w całości jest zelektryfikowana, oświetlona (ul. Wójtowicza nie do końca) posiada wszędzie wodociągi i linie telefoniczne. W centrum wsi w latach 90. wybudowano kanalizację sanitarną i deszczową wraz z małą oczyszczalnią ścieków przy ulicy Żeromskiego. W przyszłości planowane jest uzupełnienie sieci kanalizacyjnej na całą miejscowość. W 2009 w centrum miejscowości zbudowano sieć ciepłowniczą, obecnie zasilającą głównie najważniejsze instytucje. Sieć zasilana jest przez nowoczesną kotłownię opalaną biomasą.

## Atrakcje
Na rzece Bystrzycy znajduje się zbiornik retencyjny (2002 woda wypompowana, 2007 odbudowany). Zakrzówek posiada własny klub sportowy LKS „Stok”, na stadionie którego rozgrywają się mecze z okolicznymi klubami. Co roku w wakacje organizowane są Dni Zakrzówka, tzw. „Święto Mleka i Miodu” na stadionie klubu sportowego „Stok”. Co piątek na placu przy ul. Targowej odbywa się targowisko.

## Galeria

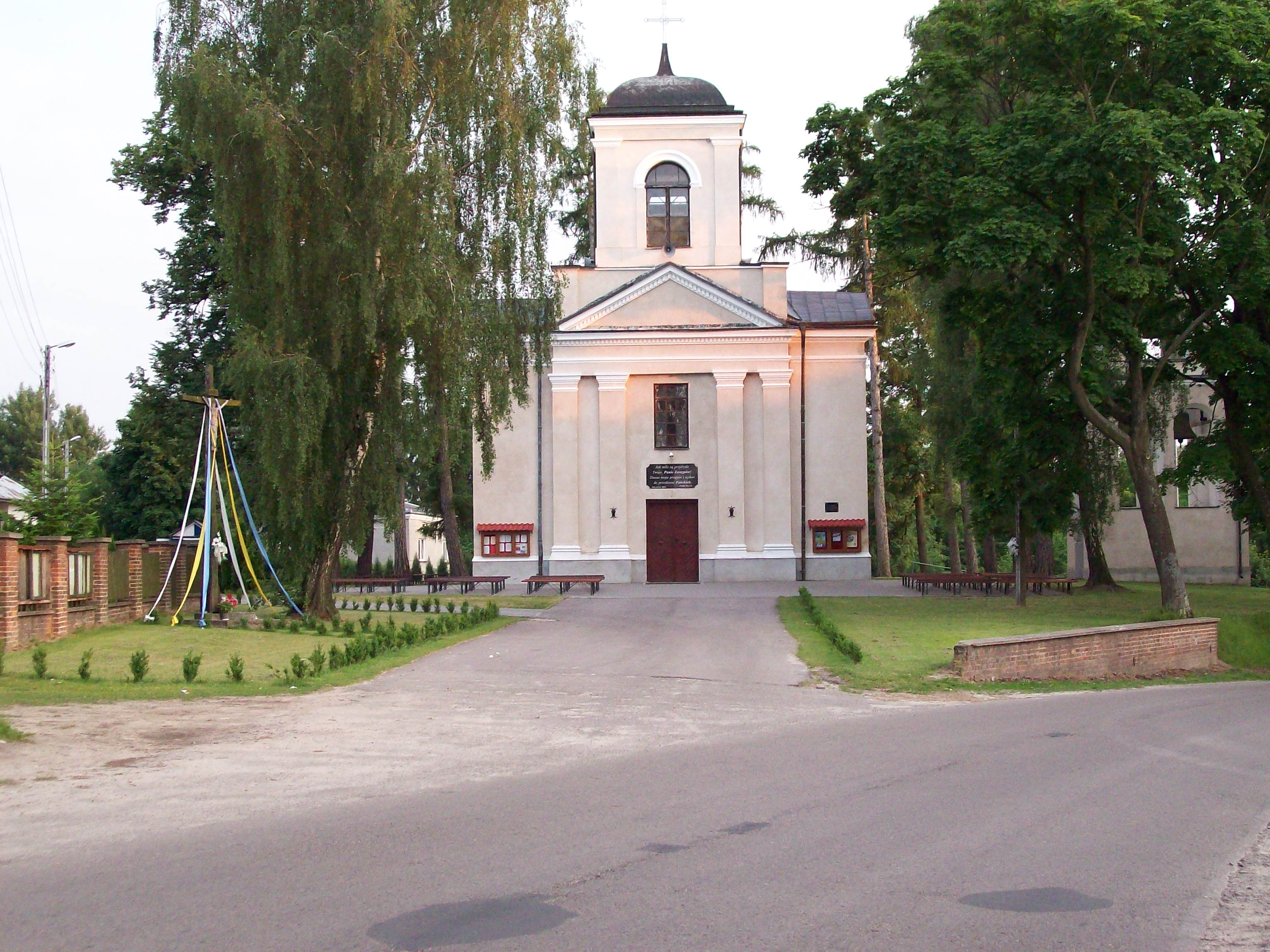
Parafia Rzymskokatolicka pw. Św. Mikołaja w Zakrzówku
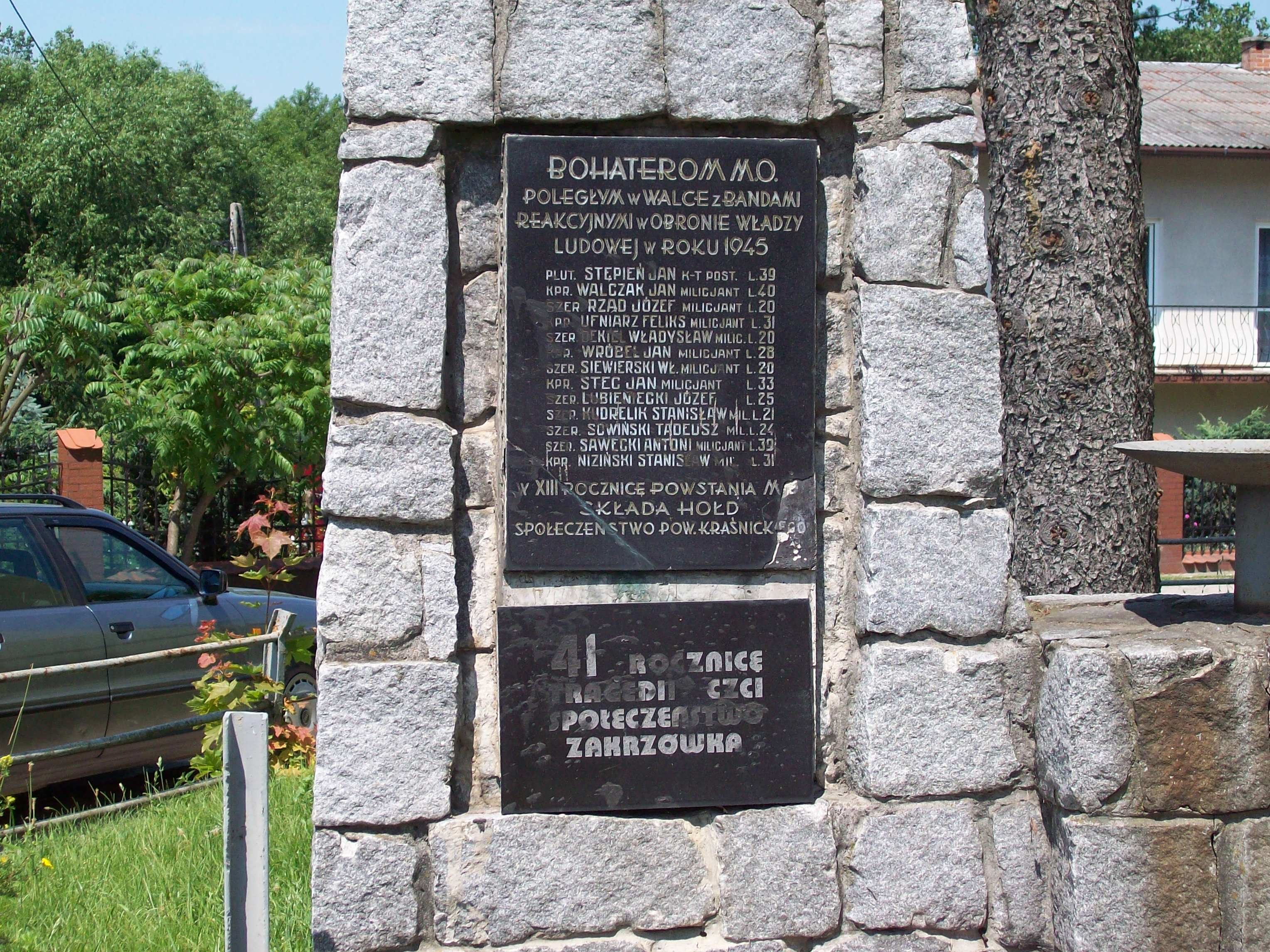
Tablica ku czci milicjantów z posterunku MO w Zakrzówku poległych w czerwcu 1945 r.
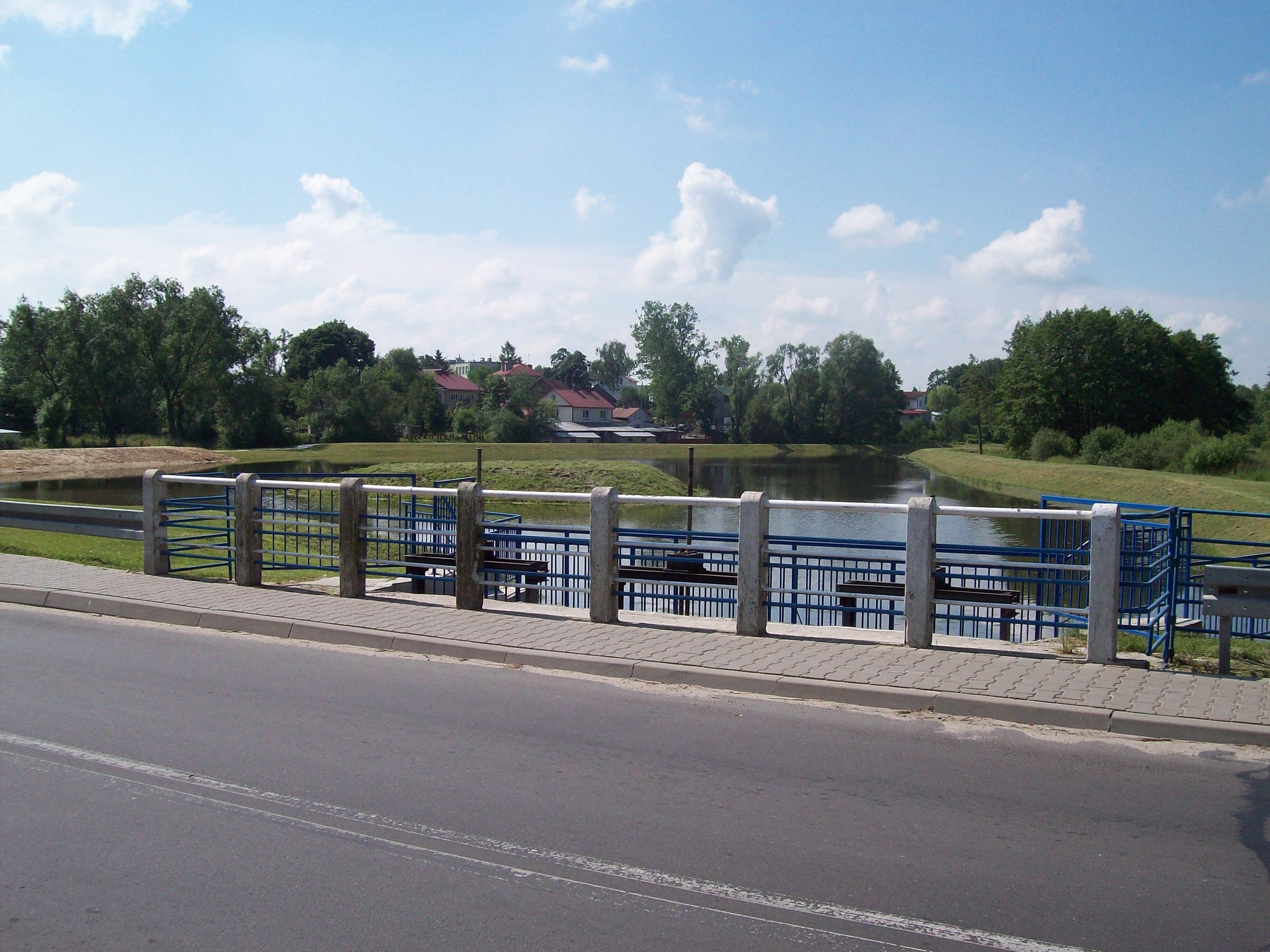
Zbiornik retencyjny na rzece Bystrzycy w Zakrzówku